# Metro w Dalian
Metro w Dalian – (chiń. upr. 大连地铁; chiń. trad. 大連地鐵; pinyin Dàlián Dìtiě) system metra w Dalian, otwarty w 2002 roku. Na koniec 2019 roku 4 linie metra miały łączną długość 157 km, dziennie zaś korzystało z nich średnio 0,56 mln pasażerów.

## Historia

### Początki
Oddanie do użytku próbnego pierwszej linii metra w Dalian, liczącej początkowo 12 stacji i około 47 km długości, odbyło się w dniu 8 listopada 2002 roku, zaś uroczyste otwarcie 1 maja 2003 roku. Linia nr 3 połączyła strefę ekonomiczną Dalian Development Zone z centrum miasta. W 2008 roku otwarto odnogę linii nr 3, o długości 14,3 km, od stacji Dalian Development Area w kierunku północno-wschodnim. W maju 2014 roku uruchomiono linię nr 12, która połączyła centrum Dalian z dzielnicą Lüshunkou, leżącą na południowym skraju półwyspu Liaotung. W maju 2015 roku oddano do użytku linię nr 2, która połączyła port i centrum miasta z portem lotniczym Dalian-Zhoushuizi. W drugiej połowie 2015 roku otwarto linię nr 1, na trasie której znajduje się dworzec północny, obsługujący koleje dużych prędkości.

### Dalszy rozwój
W lipcu 2017 roku wydłużono linię nr 1 o kolejne 7 stacji, łącząc tym samym na południowym krańcu linię nr 12 z systemem metra. W 2019 roku metro w Dalian osiągnęło łączną długość około 158 km. System jest w trakcie dalszej rozbudowy, w budowie jest rozszerzenie linii nr 2 oraz nowe linie o numerach 5 (wraz z podwodnym dwutorowym tunelem pod zatoką długim na 2,9 km) i 13, o łącznej długości prawie 80 km.

## Linie
W lutym 2020 roku metro w Dalian liczyło 4 linie, ponadto trwały prace nad budową kolejnych nowych linii oznaczonych numerami 5 i 13.

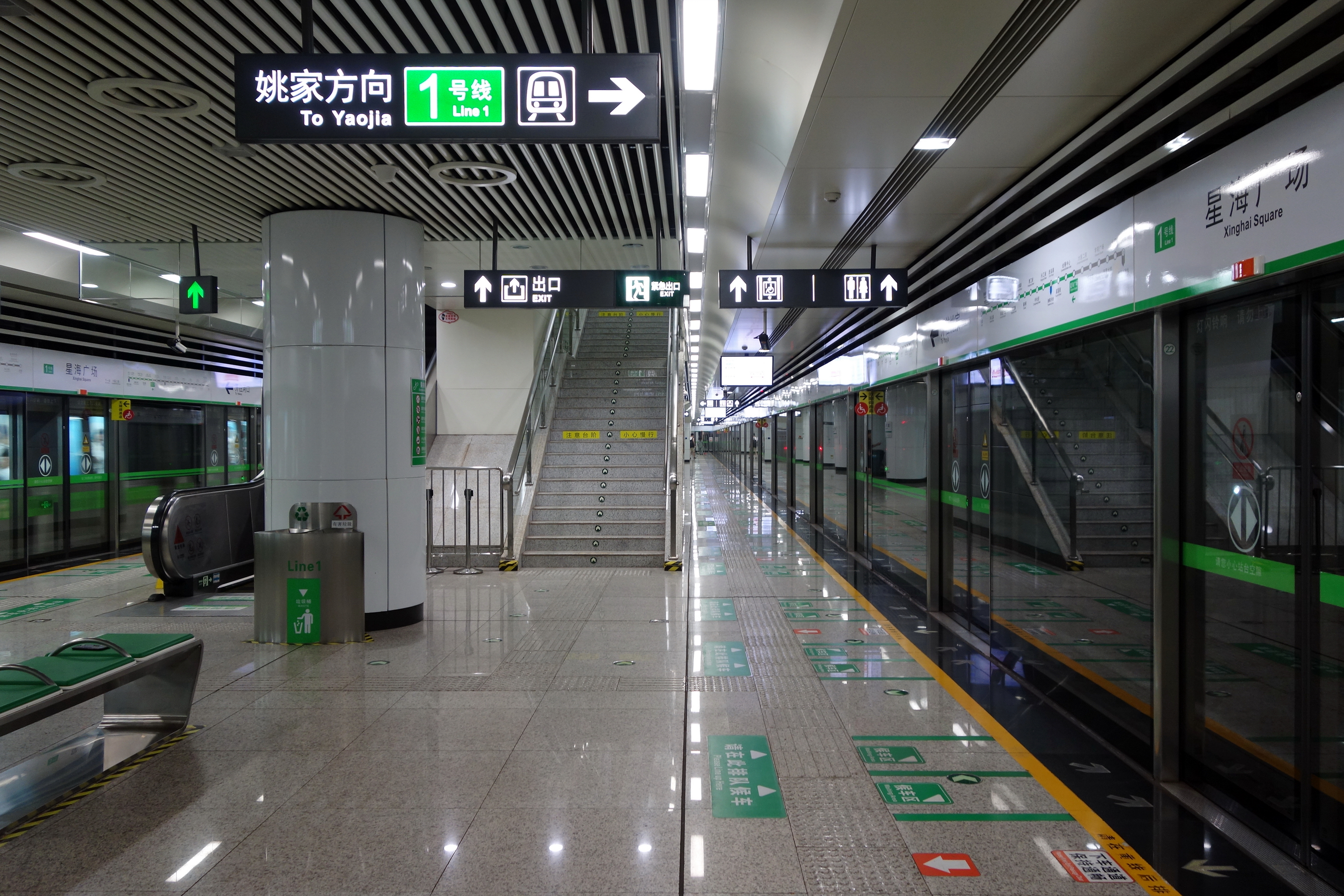
Stacja Xinghai Square

Mapa metra (zawiera linie nr 5 i 13 będące w budowie)

| Linia | Stacje końcowe (dzielnice) | Stacje końcowe (dzielnice) | Data otwarcia | Ostatnia rozbudowa | Długość km | Stacje | Możliwości przesiadki |
| ----- | -------------------------- | -------------------------- | ------------- | ------------------ | ---------- | ------ | --------------------- |
| 1     | Yaojia                     | Hekou                      | 2015          | 2017               | 28         | 22     | 2 12                  |
| 2     | Xinzhaizi                  | Haizhiyun                  | 2015          | 2018               | 26         | 21     | 1                     |
| 3     | Dalian Railway Station     | Golden Pebble Beach Jiuli  | 2003          | 2008               | 63         | 18     |                       |
| 12    | Hekou                      | Lüshun New Port            | 2013          | 2017               | 40         | 8      | 1                     |
| Razem | Razem                      | Razem                      | Razem         | Razem              | 157        | 69     |                       |